# Dianadema multangularis
Dianadema multangularis is een tweekleppigensoort uit de familie van de Clavagellidae. De wetenschappelijke naam van de soort is voor het eerst geldig gepubliceerd in 1887 door Tate.